# Carlos Germán Mesa Ruiz
Carlos Germán Mesa Ruiz (ur. 4 września 1943 w Duitama) – kolumbijski duchowny rzymskokatolicki, w latach 2010–2019 biskup Socorro y San Gil.

## Życiorys
Święcenia kapłańskie przyjął 11 listopada 1967 i został inkardynowany do archidiecezji Tunja. Przez kilka lat służył w duszpasterstwie parafialnym, a następnie wyjechał do Rzymu na studia licencjackie z teologii moralnej. Po powrocie w 1976 został wykładowcą w diecezjalnym seminarium, zaś w 1998 otrzymał nominację na rektora tejże uczelni.
20 marca 2003 papież Jan Paweł II mianował go biskupem Arauca. Sakry biskupiej udzielił mu 26 kwietnia tegoż roku ówczesny nuncjusz apostolski w Kolumbii, abp Beniamino Stella.
Prekonizowany 2 lutego 2010 biskupem Socorro y San Gil, objął urząd 17 kwietnia tegoż roku.
12 grudnia 2019 przeszedł na emeryturę.